# Tanoa
Tanoa ist eine winzige Insel im Archipel Haʻapai, die zum Königreich Tonga gehört.

## Geografie
Das Motu liegt im Zentrum von ʻOtu Muʻomuʻa zusammen mit Fonoifua und Meama, sowie den Riffen Mai Reef und Lua Anga. Im Westen schließen sich die Inseln Nukufaiau und Nukutula an und im Osten liegt die Inselgruppe ʻOtu Tolu Group mit Fetokopunga.

## Klima
Das Klima ist tropisch heiß, wird jedoch von ständig wehenden Winden gemäßigt. Ebenso wie die anderen Inseln der Haʻapai-Gruppe wird Tanoa gelegentlich von Zyklonen heimgesucht.